# Alula
Alula (Caluula) és una ciutat del nord de Somàlia, propera al cap Guardafui (ras Asir), actualment al Puntland i a la regió de Bari. Està propera al Ras Alula (cap d'Alula) a uns 50 km a l'oest del Guardafui (és el primer cap que es troba cap a l'oest del Guardafui).
Al "Periplus de la mar Eritrea" (any 50) s'esmenten diverses ciutats de la costa del Punt: Ayalitae o Avalitae (Assab?, Zeila?), Malao (Berbera), Mundi (Heis), Mosyllon (Bandar Kassim?) i Akannai (que podria ser Alula).
El 1889 fou escollida com a residència del comissari italià al sultanat majeerteen de Baargaal (Sultanat de Majeerteen). Vers el 1906 fou ocupada militarment pels italians a causa d'una conspiració del sultà, que va conservar el poder a l'interior. El 1910 el sultà va fer submissió i va renovar el tractat de protectorat. L'abril de 1924 el nou comissionat italià a Alula, E. Coronaro, va rebre ordres d'inspeccionar el territori del sultà de Majeerteen que podia ser objecte d'invasió, i va aprofitar l'expedició geològica Stefanini-Puccioni que va sortir d'Alula. L'octubre de 1924, E. Coronaro va presentar al sultà (boqor) un ultimàtum de desarmament i rendició. Abans d'expirar ja les topes colonials van entrar al sultanat desembarcant a Haafuun i Alula; les forces del sultà van presentar resistència i van disparar contra els italians. Després d'un breu intent de negociació, que no va reeixir, la lluita es va reprendre. El 7 d'octubre es van confiscar tots els vaixells mercants d'Alula i a Haafuun, i el general Arimondi va bombardejar i destruir tots els petits vaixells que hi havia als ports.
Fou després cap del districte de Migiurtinia. A l'Apèndix 1 de l'Enciclopèdia Espasa (1930) s'assenyala una població de 500 habitants.